# Kashii-gū

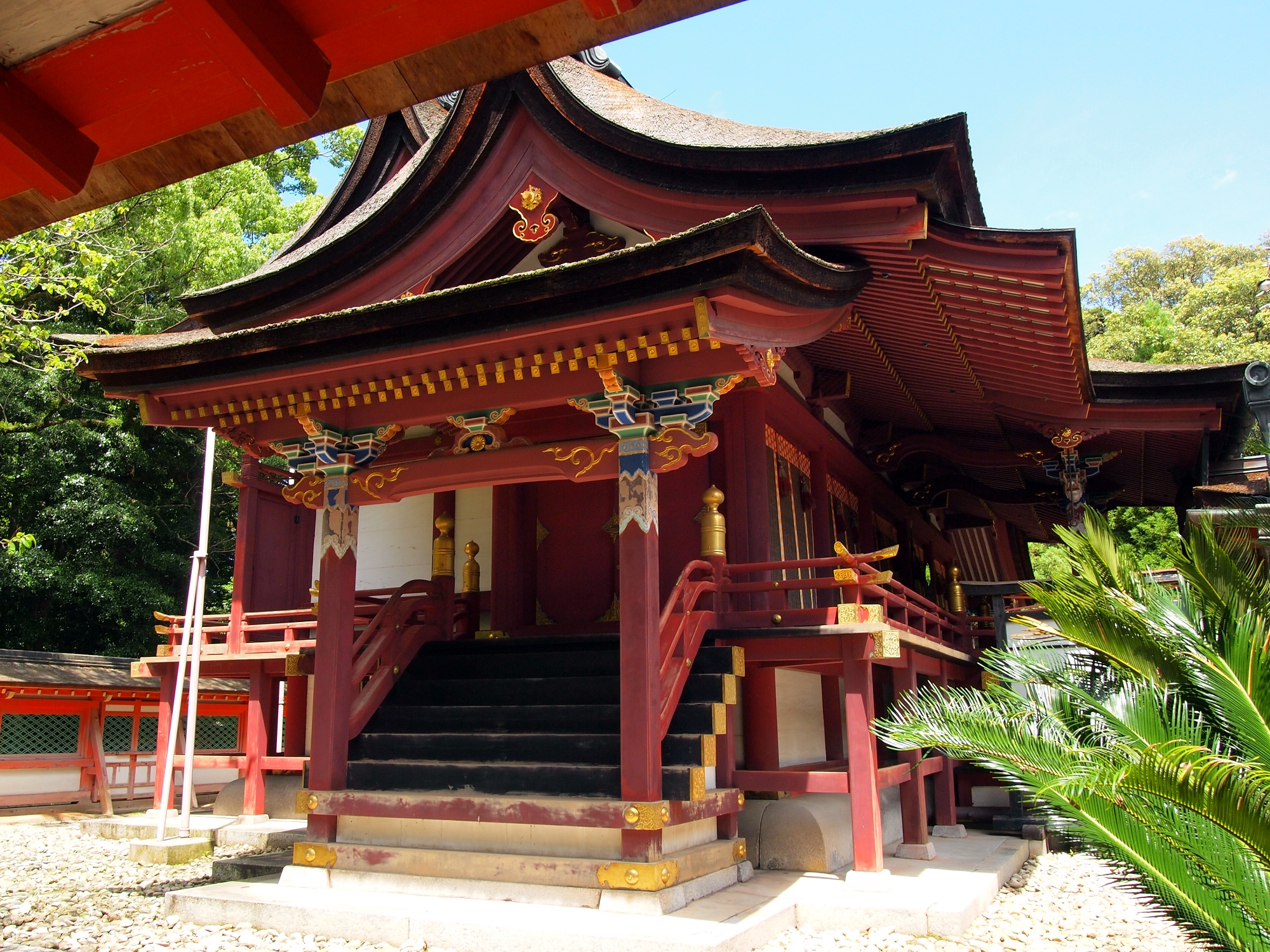
Haupthalle

Der Kashii-gū (jap. 香椎宮) ist ein Shintō-Schrein in Kashii, einst in einer ländlichen Umgebung gelegen, heute Teil des Ostbezirks der Stadt Fukuoka (Präfektur Fukuoka, Japan).
Der legendären Überlieferung zufolge errichtete die Kaiserin Jingū im Jahre 200 hier einen Schrein Kashii no miya (橿日宮), als ihr Gemahl, der Tennō Chūai,  im Kampf gegen das Volk der Kumaso starb. Ein in unmittelbarer Nähe der heutigen Haupthalle befindlicher kleiner „alter Schrein“ soll auf diese Gründung zurückgehen. Historisch gesicherte Erwähnungen finden sich jedoch erst ab dem Jahr 723. Da Chūai hier seine letzte Ruhestätte gefunden haben soll, verwenden ältere Texte auch die Bezeichnung Kashii-byō (Kashii-Mausoleum 香椎廟).
Im Zentrum der Verehrung stehen Chūai und Jingū, dazu deren Sohn, der fünfzehnte Tennō des Reiches Ōjin, sowie die Drei Sumiyoshi-Gottheiten des Meeres. Auf dem Gelände finden sich weitere kleine Zweigschreine für die Gottheiten Inari, Takeuchi Sukune u. a. m. Neben dem Inari-Schrein zieht besonders der Keiseki jinja (wörtl. Hühnerstein-Schrein) mit einer Schutzgottheit für Hühner und Kinder viele Besucher an.
Außerhalb des Schreingeländes auf einem Mijima (wörtl. Werte Insel 御島) genannten flachen Felsen in unmittelbarer Nähe der Küste befindet sich als Zweigschrein der Mijima-Schrein (Mijima jinja 御島神社), in dem die Gottheit Watatsumi (Watatsumi no kami 綿津見神) residiert. Hier wusch einst der Legende zufolge die Kaiserin Jingū  ihr Haar und ordnete es zur Haartracht der Männer, bevor sie ihre Truppen zu einem Feldzug nach Korea führte.
Die als „Kashii-Bauweise“ (香椎造, kashii-zukuri) bezeichnete Struktur der Haupthalle (honden), deren jetzige Form auf den letzten Neubau im Jahre 1801 zurückgeht, ist nur hier anzutreffen. Das Gebäude ist dreigeteilt, dazu kommen mit Toren versehene Seitenflügel und ein mehrfach gegabeltes Dach. Diese Halle ist nicht zugänglich.
Seit der Nara-Zeit zählt der Schrein zur kleinen Gruppe der Chokusaisha genannten Schreine, die bei bestimmten Anlässen „Kaiserliche Gesandte“ (chokushi, 勅使) des Tennō in einer aufwendigen Zeremonie empfangen dürfen. Früher geschah das alle 60 Jahre, 1804 verkürzte man auf zehn Jahre.  Der 800 Meter lange, von Kampferbäumen gesäumte Weg zum Schreingelände wird daher auch „Kaiserlicher Gesandten-Weg“  genannt. 
Die Priesterschaft wurde einst über viele Generationen hinweg von vier Familien wahrgenommen, die sich alle vier Jahre in der Ausübung des Amtes abwechselten.
Bis zur Mitte des 19. Jahrhunderts gab es in der Umgebung des Schreins eine Reihe buddhistischer Tempel der Shingon Schule, die allerdings im Zuge der „Trennung von Shintō und Buddhismus“ (shinbutsu-bunri) nach 1868  zerstört wurden. Heute zeugt nur noch ein kleines Tempelchen der Gottheit Benzaiten in unmittelbarer Nachbarschaft von diesen Zeiten der ‚Vermischung von Shintō und Buddhismus’ (shinbutsu-shugō). 

## Galerie

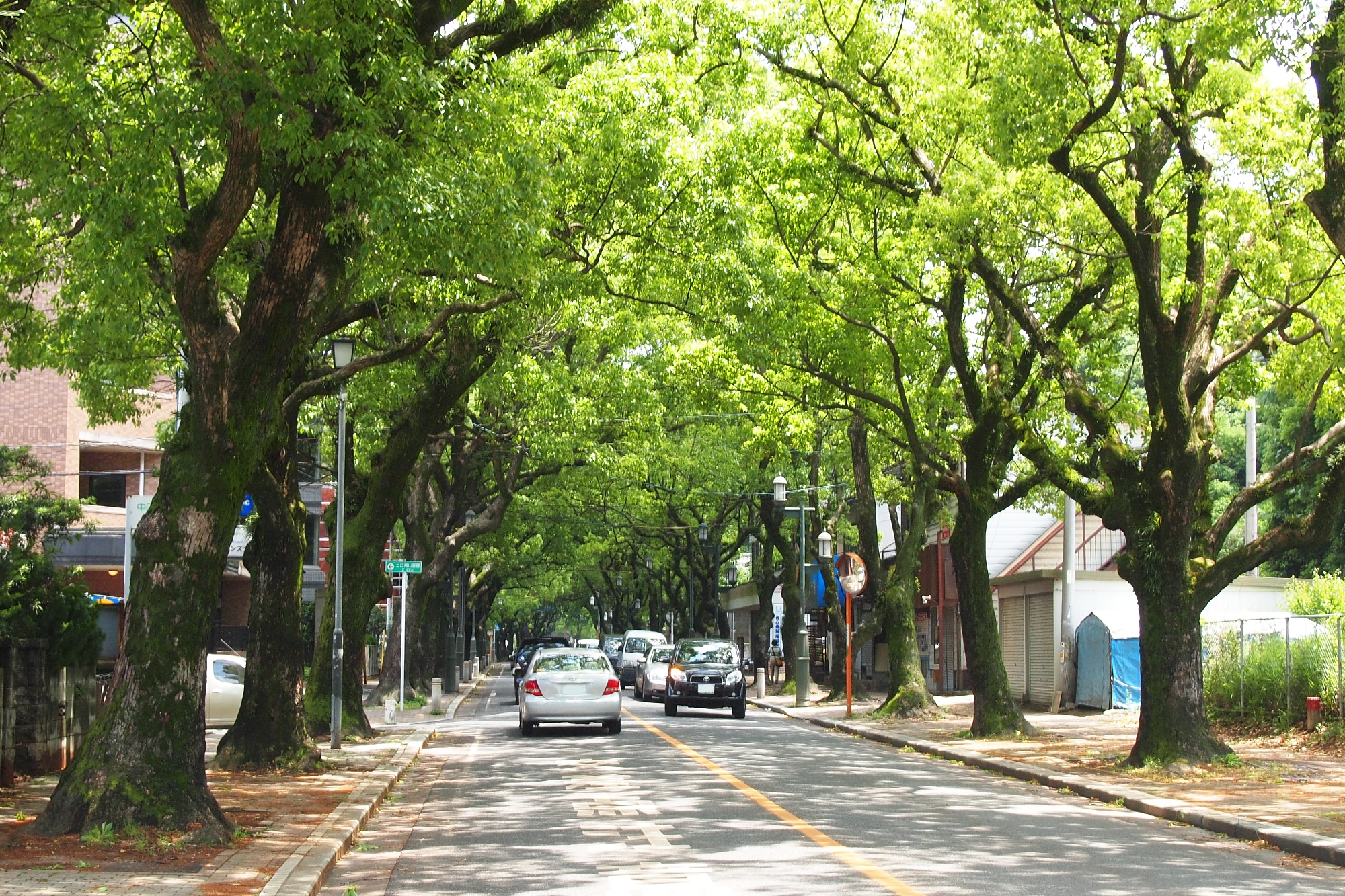
Weg durch die Kampferbaum-Allee vom Bahnhof zum Schreinareal
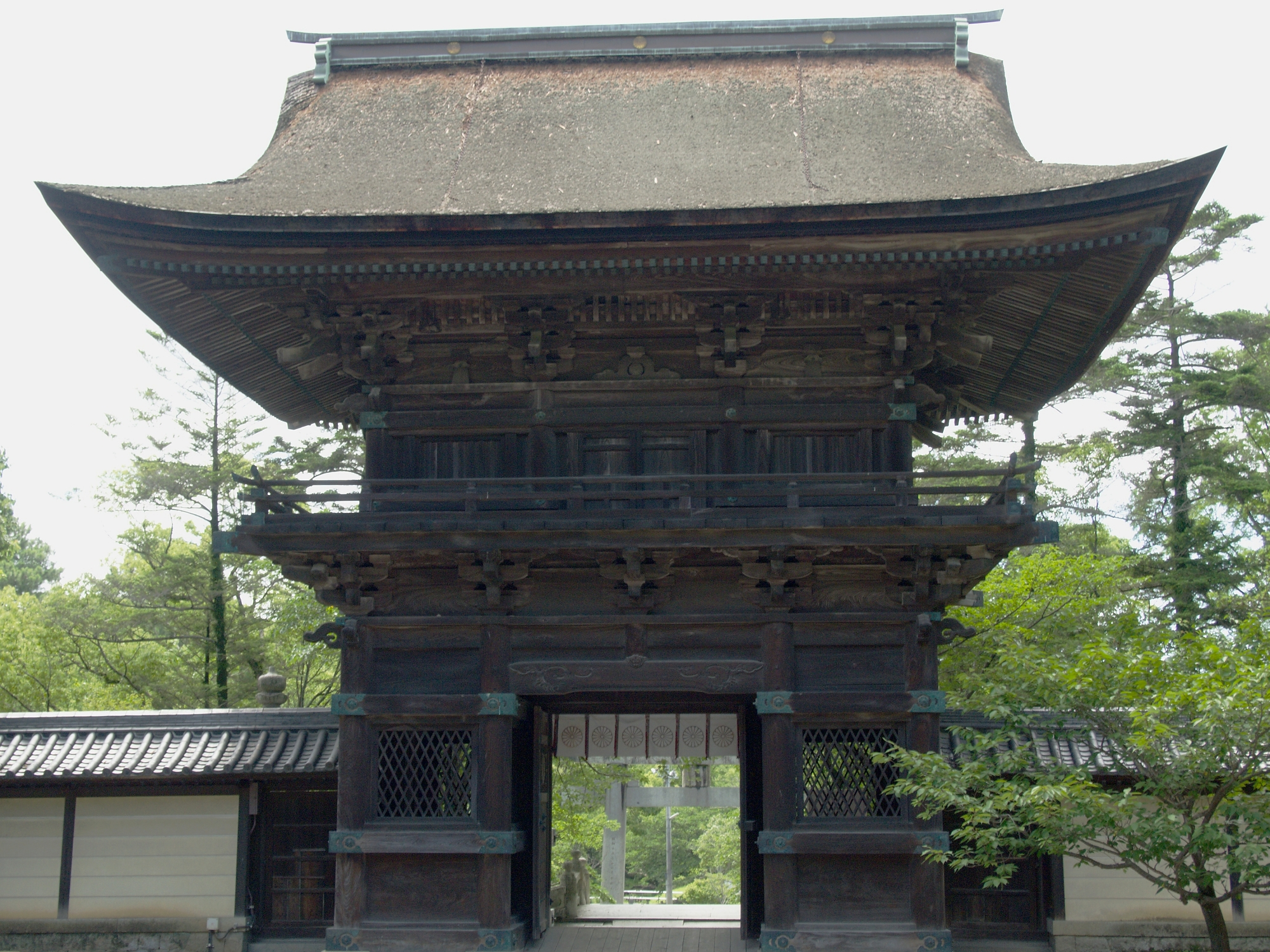
Torgebäude
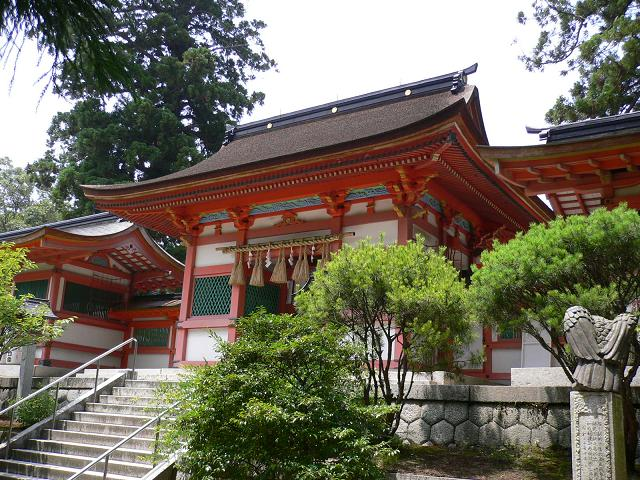
Aufgang zum Kernbereich
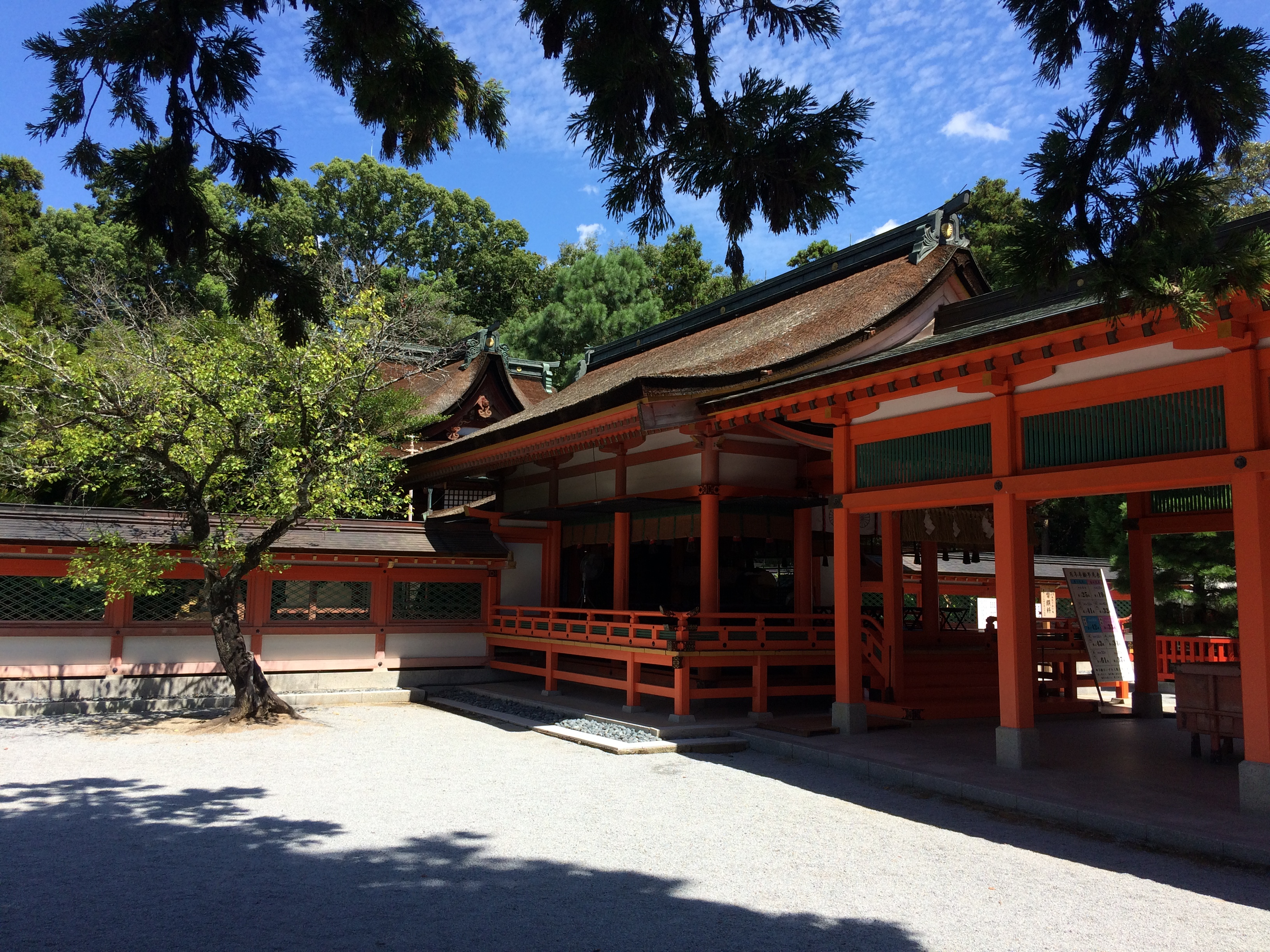
Vorhalle (Andachtshalle), im Hintergrund die Haupthalle
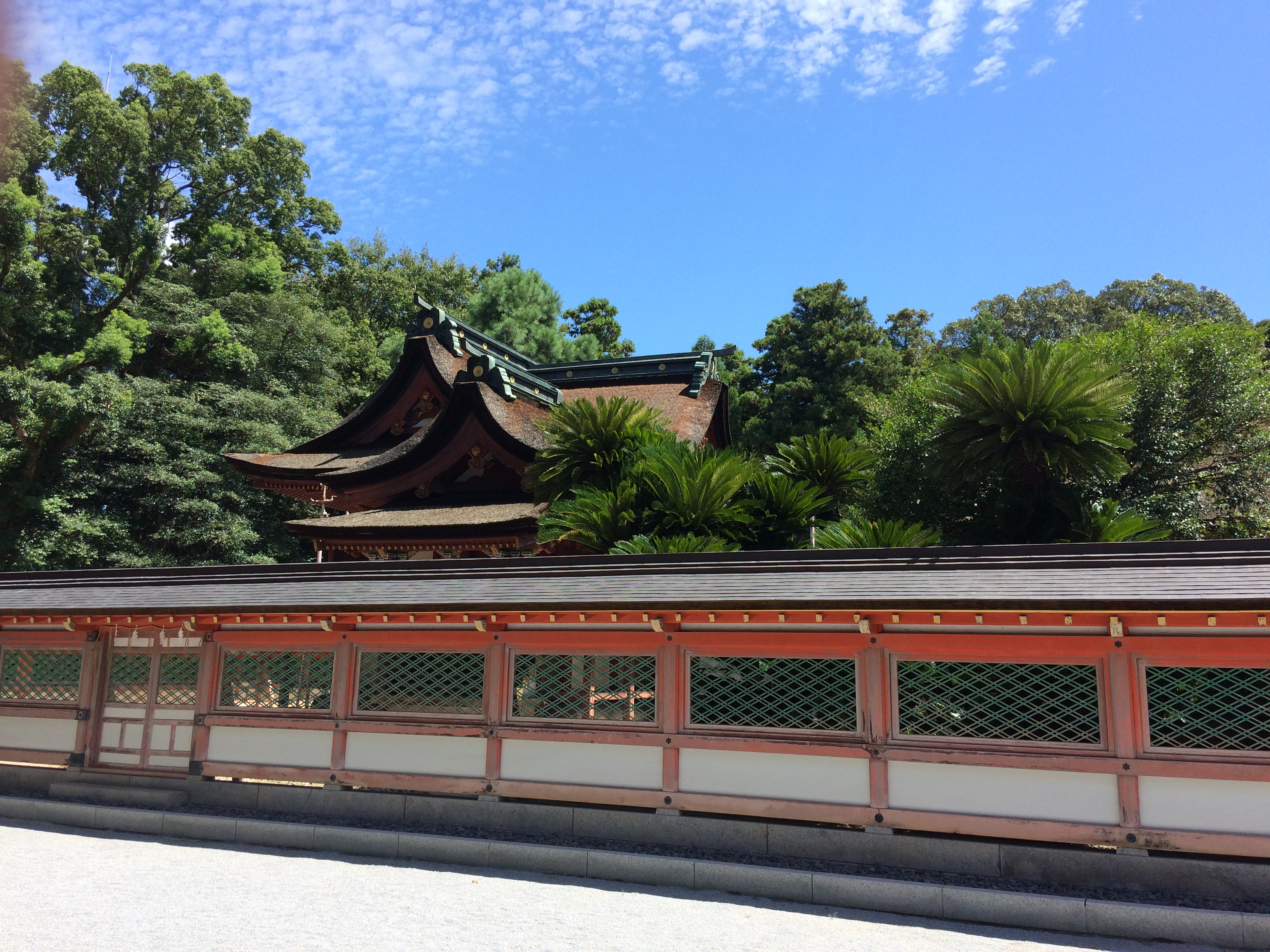
Haupthalle von der Seite her gesehen
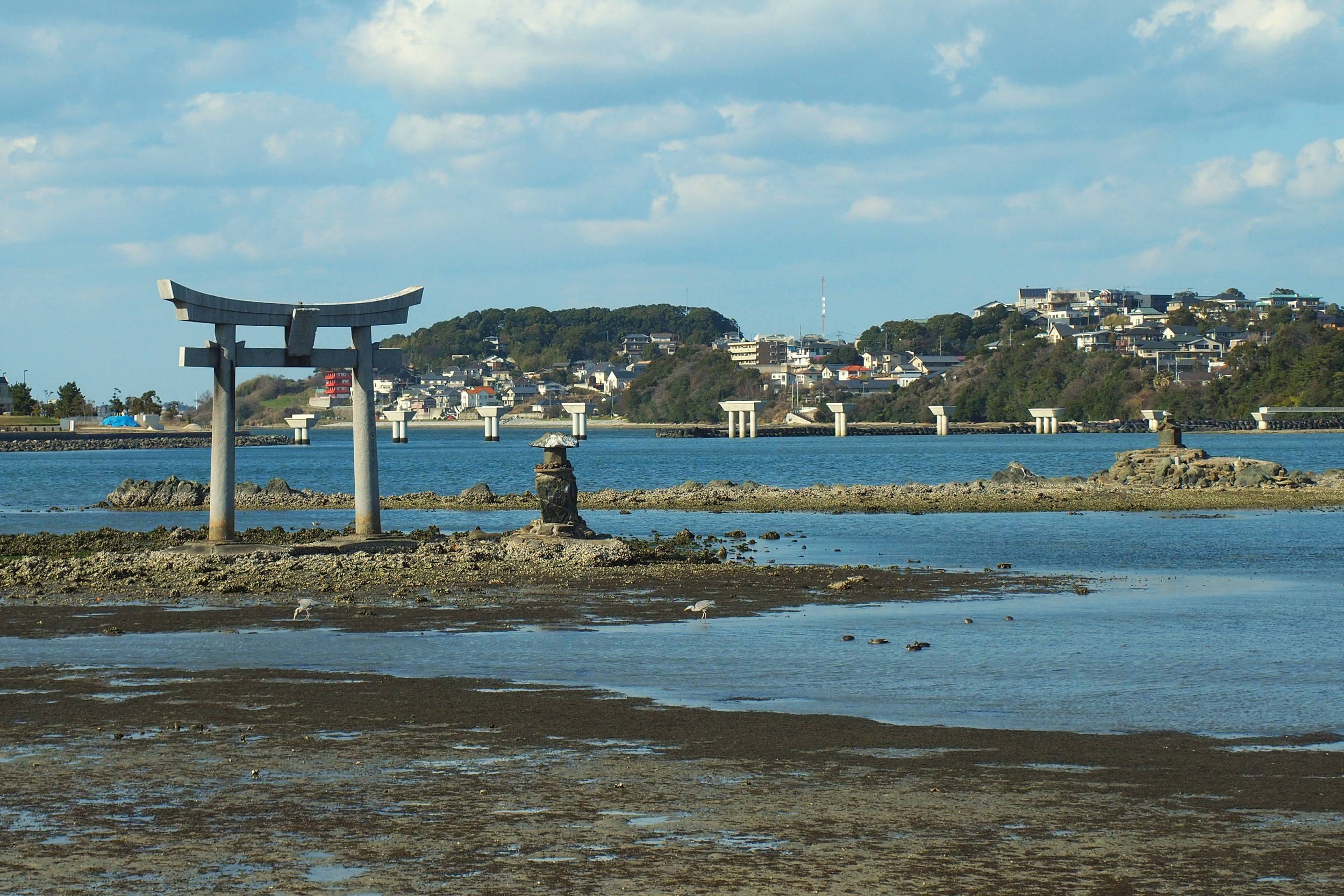
Torii und Mijima-Schrein (rechts)